# Fall River (Massachusetts)
Fall River é uma cidade localizada no condado de Bristol no estado estadounidense de Massachusetts. No Censo de 2010 tinha uma população de 88 857 habitantes e uma densidade populacional de 852 pessoas por quilómetro quadrado.

## História

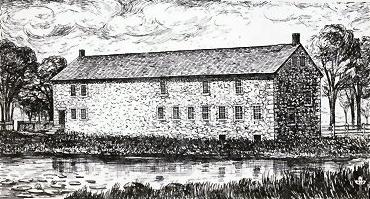
Primeiro moinho de algodão da cidade (1811)

Situado ao longo da costa oriental da Baía de Mount Hope, na desembocadura do rio Taunton, a cidade fez-se famosa no século XIX como o centro têxtil de fabricação líder nos Estados Unidos. Enquanto a indústria têxtil desde faz muito tempo passou, seu impacto na cultura da cidade e a paisagem segue sendo admirável até nossos dias.
O lema oficial de Fall River é «Vamos tentá-lo», que se remonta às consequências do grande incêndio de 1843. Chama-se-lhe «A Cidade de Bolsas», porque o Dr. Irving Fradkin fundada em 1958.
Fall River é conhecido por Lizzie Borden, quem foi acusada e depois absolvida do duplo assassinato de seu pai e seu madrastra que se produziu em sua casa na segunda rua da cidade em 1892. Fall River é também conhecida pela enseada do couraçados, a maior colecção do mundo da II Guerra Mundial, os navios de guerra. Também é a única cidade nos Estados Unidos cuja prefeitura está situado sobre uma autopista interestadual.
Fall River aproveitou a onda de prosperidade económica até bem entrado o século XX. Durante este tempo, a cidade contava com vários hotelé de luxo, teatros, e um bullicioso centro. Como a cidade continuamente se expandiu durante o século XIX, seus líderes construíram vários parques, as escolas, as linhas de elétrico, um fornecimento público de água e redes de tubagem para satisfazer as necessidades de sua crescente população.
Em 1920 a população de Fall River atingiu um máximo de 120 485 habitantes.

## Geografia
Fall River encontra-se ao sul do estado, junto à fronteira com Rhode Island. Segundo a Departamento do Censo dos Estados Unidos, Fall River tem uma superfície total de 104,24 km², da qual 85,81 km² correspondem a terra firme e (17,68 %) 18,43 km² é água.

## Demografia
Segundo o censo de 2010, tinha 88 857 pessoas residindo em Fall River. A densidade populacional era de 852,45 hab./km². Dos 88 857 habitantes, Fall River estava composto pelo 87,05 % brancos, o 3,9 % eram afroamericanos, o 0,28 % eram amerindios, o 2,56 % eram asiáticos, o 0,03 % eram insulares do Pacífico, o 3,38 % eram de outras raças e o 2,8 % pertenciam a duas ou mais raças. Do total da população o 7,38 % eram hispanos ou latinos de qualquer raça.

## Cultura

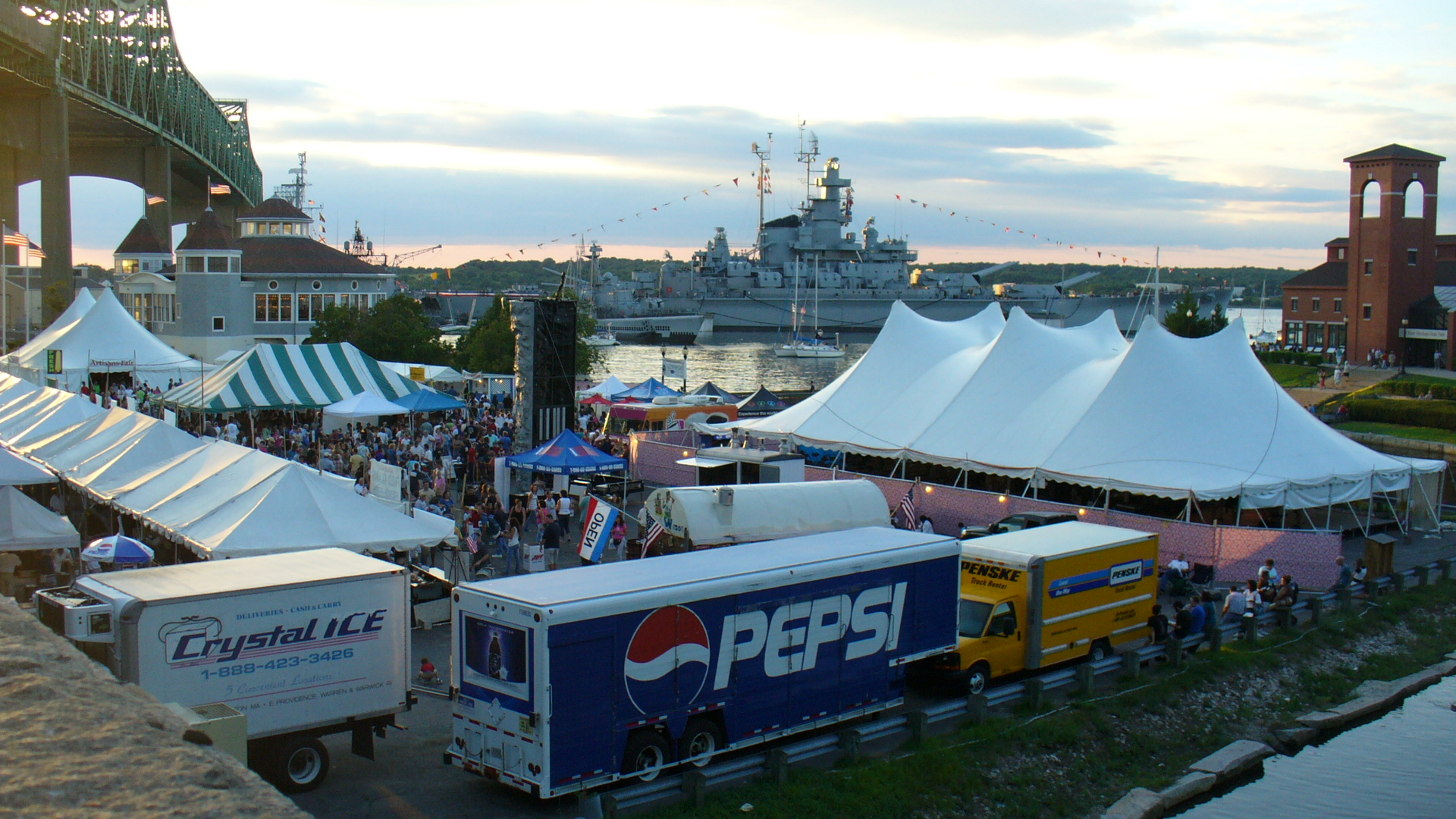
Festival em Fall River em 2007

Fall River mantém uma vibrante mistura de culturas de todo mundo. Enquanto os bairros étnicos formados no final do século XIX e século XX têm alterado para o longo dos anos, o legado dos imigrantes que chegaram a trabalhar nas fábricas se podem encontrar nas diversas paróquias e restaurantes em toda a cidade.
A cidade é sede de vários festivais étnicos em todo o ano. O maior, o Grande Festival do Espírito Santo, tem lugar cada mês de agosto no Parque Kennedy e atrai a mais de 200 000 visitantes. A festa leva-se a cabo sobre um total de quatro dias.
Cada verão, a cidade utiliza sua linha de costa no Heritage State Park e a enseada do couraçado para um 4 de julho de fogos de artifício. Durante muitos anos o passeio marítimo também foi sede da anual de Fall River celebra o Festival de América. O evento foi suspendido em 2010, devido à falta de apoio financeiro. No entanto, a Câmara espera que o evento se celebre de novo em 2011, para comemorar seu 100.º aniversário.
Nos últimos anos, diferentes grupos têm feito um esforço por aumentar o conhecimento nas artes na cidade, utilizando o espaço de planta livre para estudos e centros de rendimento, tais como o Centro de Angostura das Artes em Anawan. A proposta está em seu lugar de revigorar o centro da cidade pela criação de um Distrito das Artes. Junto com os centros de arte estão a estabelecer em toda a cidade, Fall River também se conhece através da Nova Inglaterra como uma «Cidade das Bandas». Fall River tem numerosas colónias de habitantes portugueses.

## Educação
Escolas Públicas de Fall River gerem as escolas públicas.

## Personalidades de Fall River
- Lizzie Borden
- Joe Raposo (músico e compositor),
- Ed Souza (futebolista),
- John Souza (futebolista),
- Billy Gonsalves (maior futebolista dos EUA),
- Bert Patenaude (futebolista),
- Humberto Sousa Medeiros (cardeal),
- Jorge Ferreira,
- Anna Victorya,
- Felipe Alvarez,
- João Alberto Romero

## Cidades fraternizadas
- Ponta Delgada, Açores,  Portugal